# Jurij Baškatov
Jurij Nikolaevič Baškatov (in russo Юрий Николаевич Башкатов?; Chișinău, 20 giugno 1968 – Cile, 3 settembre 2022) è stato un nuotatore sovietico, dal 1992 moldavo.

## Carriera
Vantava due medaglie olimpiche nel proprio palmarès, entrambe d'argento: vinse la prima ai Giochi di Seul 1988, rappresentando l'Unione Sovietica e la seconda nei successivi giochi di Barcellona 1992, gareggiando per la Squadra Unificata.

## Palmarès
- Giochi olimpici

Seul 1988: argento nella 4x100m stile libero (come Unione Sovietica).
Barcellona 1992: argento nella 4x100m stile libero (come Squadra Unificata).
- Mondiali

Perth 1991: bronzo nella 4x100m stile libero.
- Europei

Bonn 1989: oro nella 4x100m misti e argento nei 100m stile libero.